# 上北山村立東ノ川小中学校
上北山村立東ノ川小中学校（かみきたやまそんりつ ひがしのかわしょうちゅうがっこう）は、奈良県吉野郡上北山村西原（東ノ川）にあった公立の小中学校。

## 概要
上北山村の南東部、坂本ダムのほとりにあった小中併設校である。小学校は独立校であったが、中学校は上北山中学校の分校であった。へき地校4級に指定されていた（1961年時点）。
校舎は閉校後も残されている。尾鷲市から約26km離れた険しい山奥にもかかわらず、暴走族・不良により全ての窓ガラスやカーテンなどの設備が破壊されて至る所にスプレーで落書きされるなど、見るも無残な状態になっている。東ノ川の集落にこのような被害がほとんど無いのとは対照的である。落書きの内容は尾鷲市に関連したものや、上北山村にオウム真理教が潜伏との誤報に乗じた地下鉄サリン事件に関連したものなどである。
東の川簡易郵便局への道中にあるため、郵趣家、郵便局巡り愛好者や、酷道愛好者、廃村愛好者などにとって有名なスポットとなった。
中学校は1963年（昭和38年）、小学校は1966年（昭和41年）に休校となってからも行政上は現役の学校として存続していたが、通学区域内の居住者がゼロで、今後も新入学者・転入学者の見込みが皆無であるため、休校から30年以上経った1998年（平成10年）に正式に廃校となった。

## 沿革
東ノ川小学校は、1896年（明治29年）10月に「東ノ川尋常小学校」として開校した。その後1903年（明治36年）に校舎を改築し、1928年（昭和3年）4月には高等科を併設した。1941年（昭和16年）4月には国民学校令が施行され、「東ノ川国民学校」と校名を改めた。
第二次世界大戦後の1947年（昭和22年）4月、学制改革により東ノ川国民学校は「上北山村立東ノ川小学校」と校名を改めたのと同時に、中学校を併設した。中学校は上北山中学校の分校として置かれ、校名は「上北山村立上北山中学校東ノ川分校」とした。1954年（昭和29年）10月には家を一軒挟んだ場所に中学校の校舎が設けられ、小中は別々の建物で授業をすることとなった。
1964年（昭和39年）、従来の校地が熊野川電源開発計画による坂本ダムの竣工に伴い水没するため、ダム建設補償により移転し、当時としては画期的な鉄筋コンクリート構造の二階建て校舎（面積247平方メートル）が建てられた。しかし、集落群のダム湖への水没や、海外からの輸入材解禁などによる林業衰退によって急激な人口流出が発生した。それにより児童・生徒が僅少の状態が続き、前年（1963年）には中学校が休校となり、その3年後（1966年）には小学校も休校となった。この新校舎で学んだ児童生徒は計5名だけであった。また、東ノ川地区全体も無住となった。

## 児童・生徒数
1897年度（明治30年度）以降の児童数と生徒数の推移。
| 年度               | 児童数 | 生徒数 | 備考         |
| ------------------ | ------ | ------ | ------------ |
| 1897（明治30）年度 | 40     |        |              |
| 1902（明治35）年度 | 34     |        |              |
| 1907（明治40）年度 | 35     |        |              |
| 1912（明治45）年度 | 52     |        |              |
| 1949（昭和24）年度 | 61     |        |              |
| 1954（昭和29）年度 | 35     | 30     | 小中学校分離 |
| 1956（昭和31）年度 | 41     | 20     |              |
| 1957（昭和32）年度 | 38     | 15     |              |
| 1958（昭和33）年度 | 43     | 9      |              |
| 1959（昭和34）年度 | 67     | 10     |              |
| 1960（昭和35）年度 | 63     | 7      |              |
| 1961（昭和36）年度 | 60     | 11     |              |
| 1962（昭和37）年度 | 28     | 3      |              |
| 1963（昭和38）年度 | 0      | 0      | 中学校休校   |
| 1964（昭和39）年度 | 4      | 0      |              |
| 1965（昭和40）年度 | 3      | 1      |              |